# Kaskadno gorovje
Kaskadno gorovje je glavno gorovje zahodne Severne Amerike, ki se razprostira od južne Britanske Kolumbije preko zvezne države Washington v Oregon do severne Kalifornije. Vključuje tako nevulkanske gore, kot so Severne kaskade in znamenite vulkane znane kot Visoke kaskade. Manjši del območja v Britanski Kolumbiji se imenuje Kanadske kaskade ali lokalno Kaskadne gore. Slednji izraz pogosteje uporabljajo prebivalci države Washington in označuje Washingtonski odsek Kaskad, namesto Severne kaskade, pogostejšega ameriškega izraza, kot v Narodnem parku Severne kaskade. Najvišji vrh v gorovju je Mount Rainier, v državi Washington, ki sega do višine 4392 m.
Kaskade so del ognjenega obroča Tihega oceana, ki vključuje vulkane in gore okoli Tihega oceana. Vsi izbruhi v celinskih Združenih državah Amerike v zadnjih 200 letih so izhajali iz kaskadnih vulkanov. Najnovejša dva sta bila Lassen Peak med letoma 1914 in 1921 ter veliki izbruhi ognjenika Sveta Helena leta 1980. Manjši izbruhi ognjenika Sveta Helena so se nazadnje dogajali med letoma 2004 in 2008. Kaskadno gorovje je del ameriških Kordiljer, skoraj neprekinjene verige gorskih verig (cordillera), ki tvorijo zahodno hrbtenico Severne, Srednje in Južne Amerike.